# Qualificazioni alla Coppa dei Caraibi 1991
Sono elencate di seguito le date e i risultati per le qualificazioni alla Coppa dei Caraibi 1991.

## Formula
18 membri CFU: 8 posti disponibili per la fase finale. La Giamaica (come paese ospitante) e Trinidad e Tobago (come campione in carica) sono qualificati direttamente.
Rimangono 16 squadre per 6 posti disponibili per la fase finale: si suddividono in sei gruppi di qualificazione (cinque gruppi composti da tre squadre e un gruppo composto soltanto da Cuba).
Ogni squadra gioca partite di sola andata: la prima classificata di ogni gruppo si qualifica alla fase finale, mentre Cuba si qualifica automaticamente alla fase finale.

## Gruppo 1
| San Juan 10 maggio 1991 | Porto Rico | 2 – 3 | Haiti | Estadio Sixto Escobar |

| San Juan 12 maggio 1991 | Rep. Dominicana | 1 – 1 | Haiti | Estadio Sixto Escobar |

| San Juan 14 maggio 1991 | Porto Rico | 1 – 3 | Rep. Dominicana | Estadio Sixto Escobar |

| Pos | Squadra         | P.ti | G | V | N | P | GF | GS | DR |
| --- | --------------- | ---- | - | - | - | - | -- | -- | -- |
| 1   | Rep. Dominicana | 3    | 2 | 1 | 1 | 0 | 4  | 2  | +2 |
| 2   | Haiti           | 3    | 2 | 1 | 1 | 0 | 4  | 3  | +1 |
| 3   | Porto Rico      | 0    | 2 | 0 | 0 | 2 | 3  | 6  | -3 |

Rep. Dominicana qualificata alla fase finale.

## Gruppo 2
| Fort-de-France 15 maggio 1991 | Martinica | 1 – 2 | Guyana francese | Stade Louis-Achille |

| Fort-de-France 17 maggio 1991 | Guadalupa | 1 – 0 | Guyana francese | Stade Louis-Achille |

| Fort-de-France 19 maggio 1991 | Martinica | 3 – 1 | Guadalupa | Stade Louis-Achille |

| Pos | Squadra         | P.ti | G | V | N | P | GF | GS | DR |
| --- | --------------- | ---- | - | - | - | - | -- | -- | -- |
| 1   | Martinica       | 2    | 2 | 0 | 2 | 0 | 4  | 3  | +1 |
| 2   | Guyana francese | 2    | 2 | 0 | 2 | 0 | 2  | 2  | 0  |
| 3   | Guadalupa       | 2    | 2 | 0 | 2 | 0 | 2  | 3  | -1 |

Martinica qualificata alla fase finale.

## Gruppo 3
Cuba qualificato alla fase finale.

## Gruppo 4
| Basseterre 10 maggio 1991 | Isole Cayman | 2 – 1 | Isole Vergini Britanniche | Warner Park Stadium |

| Basseterre 12 maggio 1991 | Saint Kitts e Nevis | 1 – 1 | Isole Cayman | Warner Park Stadium |

| Basseterre 14 maggio 1991 | Saint Kitts e Nevis | 0 – 0 | Isole Vergini Britanniche | Warner Park Stadium |

| Pos | Squadra                   | P.ti | G | V | N | P | GF | GS | DR |
| --- | ------------------------- | ---- | - | - | - | - | -- | -- | -- |
| 1   | Isole Cayman              | 3    | 2 | 1 | 1 | 0 | 3  | 2  | +1 |
| 2   | Saint Kitts e Nevis       | 2    | 2 | 0 | 2 | 0 | 1  | 1  | 0  |
| 3   | Isole Vergini Britanniche | 1    | 2 | 0 | 1 | 1 | 1  | 2  | -1 |

Isole Cayman qualificate alla fase finale.

## Gruppo 5
| Georgetown 8 maggio 1991 | Suriname | 1 – 0 | Aruba | Georgetown Football Stadium |

| Georgetown 10 maggio 1991 | Guyana | 4 – 1 | Aruba | Georgetown Football Stadium |

| Georgetown 12 maggio 1991 | Guyana | 1 – 1 | Suriname | Georgetown Football Stadium |

| Pos | Squadra  | P.ti | G | V | N | P | GF | GS | DR |
| --- | -------- | ---- | - | - | - | - | -- | -- | -- |
| 1   | Guyana   | 3    | 2 | 1 | 1 | 0 | 5  | 2  | +3 |
| 2   | Suriname | 3    | 2 | 1 | 1 | 0 | 2  | 1  | +1 |
| 3   | Aruba    | 0    | 2 | 0 | 0 | 2 | 1  | 5  | -4 |

Guyana qualificata alla fase finale.

## Gruppo 6
| Castries 10 maggio 1991 | Saint Lucia | 3 – 0 | Montserrat | Bones Park |

| Castries 14 maggio 1991 | Montserrat | 1 – 1 | Anguilla | Bones Park |

| Castries 16 maggio 1991 | Saint Lucia | 6 – 0 | Anguilla | Bones Park |

| Pos | Squadra     | P.ti | G | V | N | P | GF | GS | DR |
| --- | ----------- | ---- | - | - | - | - | -- | -- | -- |
| 1   | Saint Lucia | 4    | 2 | 2 | 0 | 0 | 9  | 0  | +9 |
| 2   | Montserrat  | 1    | 2 | 0 | 1 | 1 | 1  | 4  | -3 |
| 3   | Anguilla    | 1    | 2 | 0 | 1 | 1 | 1  | 7  | -6 |

Saint Lucia qualificata alla fase finale.